# Barabaig

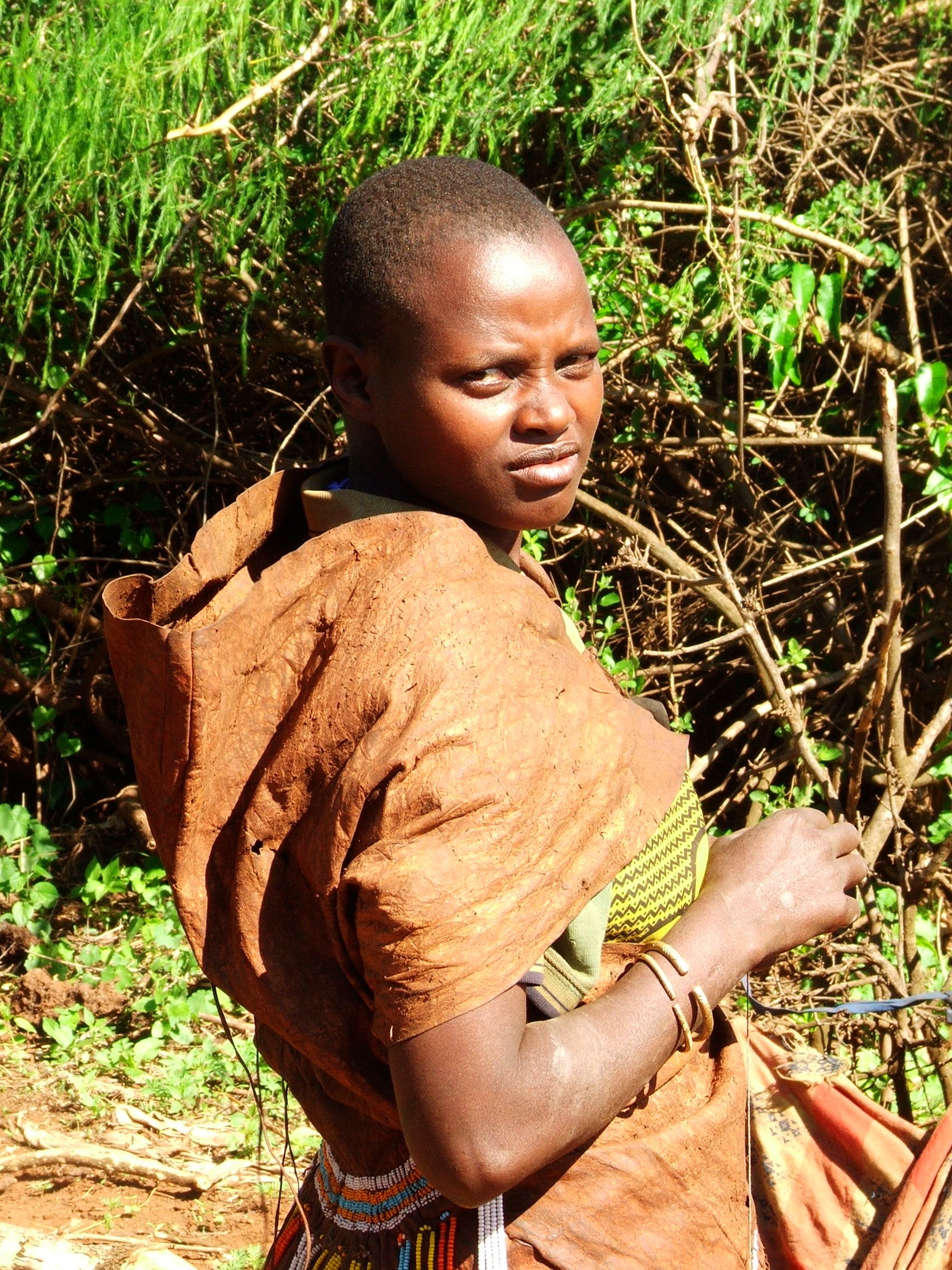
Barabaig-Frau in traditioneller Kleidung

Die Barabaig (Barabayiiga) sind die größte Untergruppe der zu den Niloten zählenden Volksgruppe der Datooga (Tatoga) in Tansania. Sie leben hauptsächlich im Norden des Landes um den Berg Hanang in der Region Manyara. Ihre Bevölkerungszahl liegt bei etwa 50.000.

## Kultur
Die Sprache der Barabaig ist ein Dialekt der südnilotischen Sprache Datooga. Sie leben von Jagd, Ackerbau und Viehzucht; Wohlstand bemisst sich an der Zahl der Rinder, die ein Barabaig besitzt.

## Geschichte
Die Datooga waren früher ein mächtiges Volk, wurden aber durch die während der europäischen Kolonialisierung eingeschleppten Krankheiten und durch Stammesfehden dezimiert.
Traditionell leben die Barabaig hauptsächlich von der Rinderhaltung. Das Weideland gilt als Besitz der Gemeinschaft, während Häuser und ackerbaulich genutzte Landstücke den einzelnen Familien gehören. Je nach Jahreszeit werden unterschiedliche Weideflächen genutzt.
In den 1970er Jahren waren auch die Barabaig von der erzwungenen Ansiedlung in Ujamaa-Dörfern betroffen. Zudem drangen zunehmend Nicht-Barabaig in ihr Gebiet vor.
Ab 1971 wurden die Barabaig von den Basotu Plains und damit einem wichtigen Teil ihres Weidelandes verdrängt. Sie mussten einem kanadischen Projekt zum großflächigen mechanisierten Weizenanbau weichen, das vor allem dazu diente, Absatzmöglichkeiten für kanadische Hersteller von Pestiziden und Erntemaschinen zu schaffen. Bei der Vertreibung kam es zu Menschenrechtsverletzungen wie Folterungen und Vergewaltigungen an den Barabaig, welche damit ihre Lebensgrundlagen verloren. Manche Barabaig zogen daraufhin in die Städte, während sich andere im Gebiet der Hadza niederließen.
In jüngerer Zeit kommt es auch zu Mischehen der Datooga mit den Iraqw.